# Карл-Гайнц Кейтель
Карл-Гайнц Кайтель (нім. Karl-Heinz Keitel; 2 лютого 1914, Вольфенбюттель — 2 грудня 1968, Ресрат) — офіцер кавалерійських частин вермахту, штурмбанфюрер СС (6 серпня 1944). Кавалер Німецького хреста в золоті.

## Біографія
Старший син Вільгельма Кейтеля.
В 1934 році поступив на службу в армію, служив у кавалерійських частинах. В червня 1943 року направлений у кавалерійську школу в Потсдамі. Після завершення навчання призначений командиром батальйону кавалерійського полку «Норд», згодом — командиром полку.
5 серпня 1944 року переведений у війська СС і призначений командиром 17-го кавалерійського полку СС 22-ї добровольчої кавалерійської дивізії СС «Марія Терезія». Учасник битви за Будапешт. В березня 1945 року переведений у 37-му добровольчу кавалерійську дивізію СС «Лютцов». В боях у Вінер-Нойштадті командував рештками дивізії (2000 бійців) у складі 6-ї танкової армії СС.

## Сім'я
20 жовтня 1938 року одружився з Доротеєю фон Бломберг, дочкою генерал-фельдмаршала Вернера фон Бломберга. В шлюбі народились 4 дітей:
- Ганс-Крістоф (23 липня 1939)
- Сибілла (17 грудня 1940)
- Ютта (14 травня 1942)
- Стефані (26 грудня 1943)

## Нагороди
- Німецький кінний знак
- Німецька імперська відзнака за фізичну підготовку
- Медаль «За вислугу років у Вермахті» 4-го класу (4 роки)
- Залізний хрест
  - 2-го класу (1939)
  - 1-го класу (1940)
- Нагрудний знак «За участь у загальних штурмових атаках»
- Нагрудний знак «За поранення» в чорному (13 грудня 1944) — за поранення, отримане 12 грудня 1944 року.
- Нагрудний знак ближнього бою в бронзі (13 грудня 1944)
- Німецький хрест в золоті (6 лютого 1945)